# Яворський Борис Альбінович
Борис Альбінович Яворський (нар. 3 жовтня 1949, с. Товстеньке, Тернопільська область) — український художник. Член Національної спілки художників України (1995).

## Життєпис
Борис Яворський народився 3 жовтня 1949 року в селі Товстенькому, нині Колиндянської громади Чортківського району Тернопільської области України.
Закінчив Косівське училище прикладного мистецтва (1969), Львівський інститут прикладного мистецтва та декоративного мистецтва (1979). Працював художником художньо-виробничих майстерень Миколаївського художнього фонду України (1979—1981).
Нині у Львівській національній академії мистецтв: викладач (1981), старший викладач (1988) катедри рисунку. Роботу поєднує з творчою в галузі живопису.
Підвищував кваліфікації з рисунку та живопису в Інституті живопису, скульптури та архітектури ім. Рєпіна в Ленінграді (1989—1990; нині Санкт-Петербург, Росія) та з рисунку Національній академії образотворчого мистецтва і архітектури (2011; м. Київ).
Проживає у Львові.

## Доробок
Працює в галузях станкового та монументального живопису.
Від 1981 — учасник українських та міжнародних виставок, пленерів.

### Твори
- «Легенда про Хортицю» (1989),
- «Трійця» (1995),
- «Засвіт стали козаченьки» (1999),
- «Борис і Гліб» (2000),
- «Сахаристія» (2000).